# Họ Lanh
Họ Lanh (danh pháp khoa học: Linaceae) là một họ thực vật có hoa, chủ yếu là cây thân thảo hoặc đôi khi là cây thân gỗ, rất ít khi là các cây thân gỗ lớn ở vùng nhiệt đới. Các lá đơn mép trơn gần như luôn luôn mọc so le, đôi khi có lá kèm. Các hoa lưỡng tính, dạng tỏa tia là các loại hoa 5 cánh, rất ít khi 4 cánh (gặp trong vùng nhiệt đới). Họ này phân bổ rộng khắp thế giới với khoảng 250 loài. Trong họ này có 8 chi với chi lớn nhất là chi Lanh (Linum) có khoảng 180-200 loài.

## Các chi
- Anisadenia
- Cliococca
- Hesperolinon
- Linum
- Radiola
- Reinwardtia
- Sclerolinon
- Tirpitzia

Trong hệ thống Cronquist cũ thì họ Linaceae được đặt trong bộ riêng của chính nó là bộ Linales. Các phân loại mới hơn đặt nó trong bộ Sơ ri (Malpighiales).